# دالي ألدرسون
دالي ألدرسون (بالإنجليزية: Dale Alderson)‏ هو لاعب كرة قاعدة أمريكي، ولد في 9 مارس 1918 في بيلدين في الولايات المتحدة، وتوفي في 12 فبراير 1982 في غاردين غروفي في الولايات المتحدة.

## وصلات خارجية
- دالي ألدرسون على موقع دوري كرة القاعدة الرئيسي (الإنجليزية)
- دالي ألدرسون على موقعبيزبول رفرنس.كوم (الدوري الرئيسي) (الإنجليزية)
- دالي ألدرسون على موقعبيزبول رفرنس.كوم (الدوري الثانوي) (الإنجليزية)
- دالي ألدرسون على موقع مشجعي الرسوم البيانية (الإنجليزية)